# Teorías de conspiración sobre la muerte de Pedro Infante

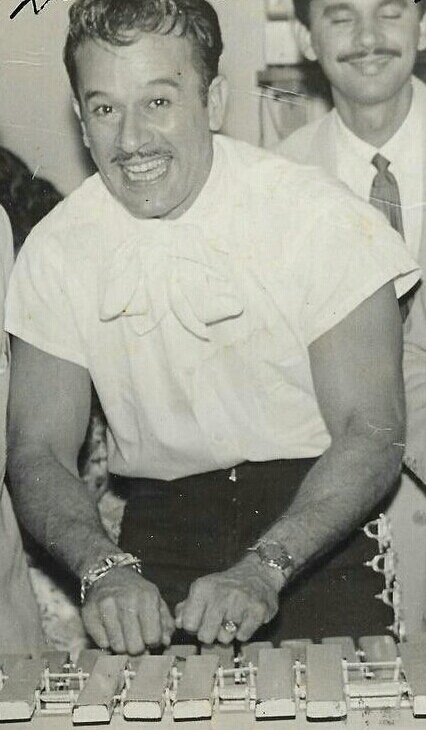
Pedro Infante, c. 1950.

Después de la muerte de Pedro Infante el 15 de abril de 1957, se generaron numerosas teorías de conspiración. Estas teorías alegan la participación del gobierno mexicano, narcotraficantes, presidentes mexicanos o alguna combinación de estas entidades en la muerte o encubrimiento de que Pedro Infante seguía con vida. Estas teorías fueron alimentadas por el hecho de que el cuerpo de Infante fue quemado más allá del reconocimiento en el accidente aéreo, y por la aparición, en la década de 1980, de un hombre llamado Antonio Pedro, que se pensaba que tenía semejanza con Infante. Así mismo, el nieto de Infante, César Augusto Infante, ha dado varias entrevistas donde ha afirmado que Antonio Pedro era en realidad Pedro Infante, y que su identidad había sido ocultada por el gobierno mexicano.

## Antecedentes
El actor mexicano Pedro Infante murió durante un accidente de aviación, la aeronave donde iba despegó en Mérida y pretendía aterrizar en la Ciudad de México. La aeronave se estrelló cinco minutos después de despegar de Mérida, Yucatán, en el sureste de México. Un motor falló en el despegue, lo que provocó que el avión cayera en espiral al suelo, matando a dos en tierra y a los tres en el avión, Infante, el piloto Víctor Manuel Vidal Lorca y Marcial Bautista. La muerte causó una efusión de dolor sin precedentes en México y América latina provocando suicidios, desmayos y crisis nerviosas poco después de su muerte.

## Antonio Pedro
José Antonio Hurtado Borjón (Delicias, Chihuahua, 10 de julio de 1930-Delicias, Chihuahua, 22 de junio de 2013), conocido como Antonio Pedro, fue un cantante mexicano y la supuesta identidad falsa de Pedro Infante.

### Aparición
Muchos medios de comunicación citan que fue a partir del año 1983 cuando Antonio Pedro apareció en actuaciones e interpretaciones en vivo. Su popularidad se disparó en la década de los 80, cuando la televisora mexicana TV Azteca emitió un reportaje donde entrevisto a Antonio y destacó su parecido extremo con Pedro Infante, preguntándole numerosas veces si él era Pedro Infante, este no negaba ni desmentía si era él, sin embargo, él siempre era cortante cuando se le preguntaba y repetía que no se le preguntara sobre su parecido con él por respeto.
Según su nieto, César Augusto, su aparición supuestamente se dio en 1983 porque en realidad se trataba de Pedro Infante y justamente ese año murió el presidente mexicano Miguel Alemán Valdés, el que más odiaba a Pedro Infante. Además de César, el rumor de que Pedro Infante seguía vivo y había desaparecido por órdenes de algún presidente o parte del gobierno mexicano no eran nuevas; en el mismo reportaje de TV Azteca, se menciona la teoría conspirativa de que Pedro Infante oculto su identidad al estar en una relación amorosa con una persona relacionada con un presidente mexicano.
En 1990 el periódico estadounidense The Washington Post público una nota titulada The curious return of Infante (El curioso regreso de Infante) donde comparó los supuestos avistamientos de Elvis después de su muerte con los avistamientos de Infante con Antonio Pedro, además de revelar la opinión pública donde gran parte estaba convencida de que en caso de que estuviera vivo, la política mexicana estaba implicada en ello. En la misma nota, se le realizó una entrevista a la que fue esposa de Pedro Infante, Irma Dorantes, la cual crítico duramente a Antonio y dijo:

«"Si lo encuentro [a Antonio], lo golpearé. Hace 30 años que escucho estas historias y estoy harta de que la gente me llame, me detenga en la calle y me hable de él. Disculpe, pero es un imbécil que no quiere ni ser rico. Anda arrastrándose en estas cenas, cuando si fuera Pedro Infante de verdad podría llenar estadios. Y si es él, ¿qué clase de hombre es él para no ver a su esposa, a sus hijos, a sus nietos?».

### Muerte y legado
Antonio Pedro murió el 22 de junio de 2013 en Delicias, Chihuahua. Fue enterrado en el cementerio municipal de Delicias, tras su muerte muchas personas fueron a realizar tributo a Pedro Infante en la tumba de Antonio. Después de su muerte su nieto, César Augusto Infante, realizó varias entrevistas donde afirmó que Pedro Infante no murió en el accidente de aviación y en realidad vivió hasta 2013, y Antonio Pedro solo fue una identidad falsa dada por agentes del gobierno para dejarlo vivir de nuevo.
Tras su muerte, un habitante de Delicias, Chihuahua, dijo que Antonio Pedro no era Pedro Infante y que tenía pruebas de ello, y que además no cantaba como él y que conoció a Pedro Infante y a Antonio y reconocía que no se parecían en lo absoluto. En 2019, Irma Dorantes crítico nuevamente a Antonio Pedro llamándolo «vividor». El nieto de Pedro Infante, César, dijo que supuestamente Pedro Infante o Antonio Pedro, considerando que eran la misma persona, murió de un paro cardiaco mientras dormía en su casa.

## César Augusto Infante
César Augusto Infante (México, 8 de junio de 1976) es un cantante mexicano. Es conocido por afirmar ser nieto de Pedro Infante, y el único hijo de Cruz Infante, cuyo nombre real era Pedro Antonio Suárez Casañas, que a su vez, en vida solía asegurar que era hijo de Pedro, pero nunca presentó pruebas fiables para corroborar su supuesto vínculo familiar. En 2022, obtuvo cobertura luego de que se le hiciera una entrevista en la que declaró nuevas teorías acerca de la muerte de su llamado abuelo Pedro Infante, asegurando que este no había muerto en 1957. Entre sus comentarios, se encontraron las siguientes teorías:

### Accidente de aviación
Una de las pruebas que más afirman los teóricos conspirativos de que Infante seguía con vida, es que después del accidente de aviación, el cuerpo que supuestamente pertenecía a Pedro Infante fue quemado a un punto totalmente irreconocible, por lo cual era imposible afirmar con seguridad si el cuerpo pertenecía a Pedro Infante. El nieto de Infante, César Augusto, aseguró que en relación con el enlace de Pedro y el narcotráfico, cuando Infante llegó al aeropuerto de Mérida, personas armadas lo altercaron y le dijeron «A partir de este momento, tú ya no eres Pedro Infante», en ese momento supuestamente llevaban un hombre con una complexión similar a la de Infante para que subiera a la avioneta y le quitaron su esclava de oro para dársela a esa persona que finalmente subió al avión. La esclava de oro fue uno de los factores clave para el reconocimiento del cuerpo de Infante al quedar totalmente irreconocible después del accidente.
César afirma que la avioneta inicialmente debía ser derribada en el mar para lograr que fuera difícil recoger pruebas de que la persona dentro de la avioneta no era Pedro Infante, sin embargo, supuestamente en la avioneta iban sicarios armados y el capitán decidió defenderse e intentar tomar el control de la aeronave, provocando disparos dentro de la avioneta y finalmente haciendo que un disparo terminara dañando una hélice y haciendo que fuera en picada.

### Enlaces con el narcotráfico
En su entrevista, comentó que su abuelo tenía enlaces con organizaciones de narcotraficantes mexicanos; afirmando que Pedro Infante terminó siendo contrabandista y participando sin saber durante mucho tiempo en actos con el narcotráfico, y que cuando se dio cuenta y quiso salir «le dijeron Pedro, aquí nada más hay dos salidas: o muerte o cárcel». Según César, Pedro Infante gozó de varios lujos y riquezas otorgados por sus representantes, entre estas, le compraron una avioneta y aprendió a manejarla con un simulador, él sospechó cuando las cargas de su avioneta no eran revisadas por el servicio de aduanas. Derivado de esto, Pedro supuestamente revisó las cargas de su avioneta y descubrió armas, joyas y drogas, al revelarse a sus representantes y querer salir del círculo, estos lo amenazaron y le recordaron que si lo hacía volvería a la pobreza.

### Relación con Christiane Martel y Sara Montiel
Otra de sus declaraciones incluyeron, sin mencionarla explícitamente, a Christiane Martel, quien de acuerdo a él, sostuvo un romance a a escondidas con Pedro. Augusto relató que el primer encuentro que ambos tuvieron fue en los cincuenta durante una reunión de personalidades distinguidas realizada en un centro cultural llamado «San Ángel». Desde ese momento en adelante ambos se veían a escondidas. Augusto afirmó que Martel quedó embarazada de Infante, aún cuando ella ya estaba comprometida con Miguel Alemán Velasco, hijo de Miguel Alemán Valdés, Presidente de México de 1946 a 1952; como esto no favorecía al matrimonio que ya tenía pactado, decidieron provocarle un aborto para que perdiera al niño que estaba esperando. Después de esto, el casamiento entre la Miss Universo y el hijo del presidente fue realizado. Su nieto aseguró que esta aventura, junto a otra que comentó que tuvo con la actriz española Sara Montiel, quien también se encontraba en una relación con un político, fue una de las razones por las cuales los mandatarios de aquella época crearon una conspiración contra Pedro Infante que resultaría en su muerte en un accidente de aviación el 15 de abril de 1957, algo a lo que Augusto aseveró que nunca sucedió y todo fue montaje porque no murió, pero si lo mantuvieron en cautiverio por un tiempo para que todos lo creyeran muerto.

### Rumores, censura, amenazas e intento de atentados
César también denunció que personas relacionadas con el gobierno mexicano han amenazado, asesinado y atentado contra la vida de las personas cercanas a Pedro, que intentaran revelar públicamente su supuesta muerte falsa o acercarse a él después del complot de su muerte. Además mencionó que varios artistas y actores como Los tigres del Norte, Silvia Pinal, Antonio Aguilar y Tin Tan supuestamente sabían expresamente que Pedro Infante no había muerto y que todo era «un secreto a voces».
El supuesto primer intento de revelación de que la muerte de Pedro Infante era falsa se dio en 1985, cuando el padre de César, Cruz Infante, conoció a Antonio Pedro en 1985 y poco después en un programa de televisión mencionó «¡Pueblo de México, mi padre Pedro Infante sigue vivo!», después de mencionarlo se llevó a un corte comercial y en 1987 fue asesinado con otros miembros de la familia durante una presentación en Veracruz supuestamente por haber mencionado que seguía vivo.

## Entrevistas
- Infante, César Augusto (2022). Mi abuelo Pedro Infante y su muerte falsa | César Augusto Infante #92. Entrevista con Jonathan Jovan Vest Samano. Consultado el 18 de abril de 2022.
- Hurtado, Antonio Pedro (1983). Reportaje a Antonio Pedro | TV Azteca. (Entrevista). Consultado el 18 de abril de 2022.

- Datos: Q121161309